# 歴史教育学
歴史教育学（れきしきょういくがく）とは、歴史教育の理論・実践に関する学問分野であり、教科教育学とりわけ社会科教育学の一翼を担っている。
1970年頃に平田嘉三が提唱し、1978年に広島大学で教科教育学科が設置されてから普及した。
歴史教育学は以下の分野から構成されている。
- 歴史教育学（総論）
  - 歴史教育学原理－歴史教育学成立史－比較歴史教育学
- 歴史教育方法学
  - 教科課程論ー教育方法原理－学習心理論（歴史意識発達論及び歴史的思考力論）－歴史教育実験・実証研究
  - 歴史教育内容学
  - 教材構成論－教材内容論－内容基礎論[1]